# Алтман от Пасау
Алтман (на немски: Altmann von Passau; * ок. 1015, Вестфалия, † 8 август 1091, манастир Цайзелмауер, Долна Австрия) е основател на манастири и епископ на Пасау (1065 – 1091). Честван е като Светия на 8 август.

## Произход и духовна кариера
Той проилиза от стар саксонски благороднически род. Учи в катедралното училище в Падерборн и по-късно става негов ръководител. Той е пробст в Аахен, дворцов каплан на император Хайнрих III и каноник в Гослар.
През 1065 г. Алтман става епископ на Пасау. Основава манастирите „Св. Никола“ (1070) в Пасау и Гьотвайг (1083) в Долна Австрия. Той поддържа геген-крал Рудолф Швабски. Привържениците на император Хайнрих IV го изгонват от Пасау, който през 1077/1078 г. разрушава този град.
Алтман участва в Рим на църковния събор през 1079 и 1080 г. Той е номиниран за папски викар за Германия и успява да спечели за папската партия маркграф Леополд II Бабенберг. През 1085 г. императорът го сваля като епископ. Той е повечето време в територията на Бабенбергите.
Умира в Цайзелмауер и е погребан в манастир Гьотвайг. Официално не е определен за Светия, но се чества като такъв.

## Галерия
- Св. Алтман, епископ на Пасау, в Лизинг
- Реликвите на Св. Алтман в църквата на Абатство Гьотвейг